# Astronaut Cosmonaut

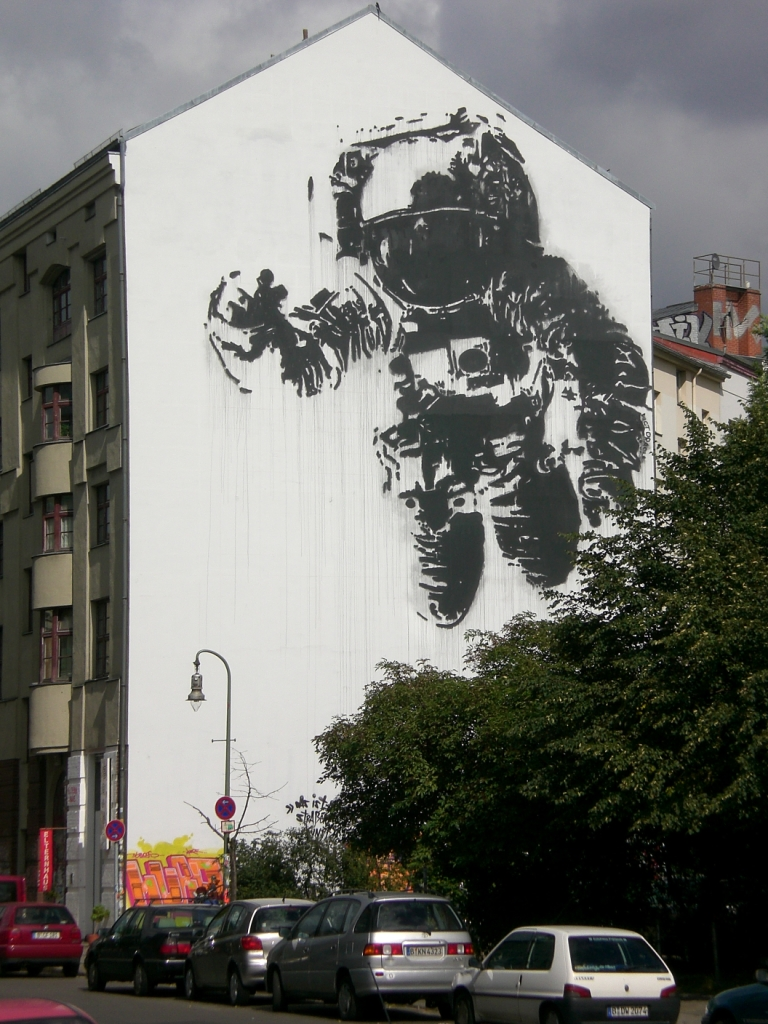
Wandmalerei Astronaut Cosmonaut

Astronaut Cosmonaut ist ein Graffiti des französischen Streetart-Künstlers Victor Ash im Berliner Ortsteil Kreuzberg. Es wurde im Jahr 2007 gemalt, ist eines der bekanntesten Wandmalereien Berlins und gilt in Kreuzberg als Sehenswürdigkeit und Touristenattraktion.
Die Wandmalerei befindet sich an der Brandwand des Wohnhauses Oranienstraße 195. Zu sehen ist es von der Mariannenstraße / Ecke Skalitzer Straße.

## Motiv
Das Motiv stellt einen Astronauten/Kosmonauten in einem Raumanzug während eines Außenbordeinsatzes („Weltraumspaziergang“) einer Raumstation dar.
Ash verwendete den Raumfahrer als Symbol des Kalten Krieges und des Wettlaufs ins All, der zwischen der Sowjetunion und den Vereinigten Staaten ausgetragen wurde. Damit stellte er einen Zusammenhang zwischen dem Kunstwerk und der in dessen Nähe ehemals verlaufenden Berliner Mauer her, an der die Stadt von den beiden Mächten nach dem  Zweiten Weltkrieg geteilt worden war. Hierauf bezieht sich auch der Name des Kunstwerks Astronaut Cosmonaut. Der Name des Werks thematisiert die zwei unterschiedlichen Bezeichnungen von Raumfahrern: im Westen „Astronaut“, im Osten „Kosmonaut“.

“When I did the astronaut painting in Berlin, I used the idea of the Cold War; I wanted to do something that related to the location where I was painting. And I thought of this huge astronaut because, for me, one of the most important things about the Berlin was that it was an icon for the Cold War. So I made the astronaut in relation to the space race between America] and the USSR, to the idea of fighting for something that isn’t with soldiers, that isn’t here on Earth—it’s in another dimension. That’s the kind of idea that inspires me: it’s more global, more human.”

„Als ich den Astronauten in Berlin gemacht habe, dachte ich an den Kalten Krieg; Ich wollte etwas mit Bezug zum Standort meines Werkes machen. Und ich dachte an diesen riesigen Astronauten, weil für mich einer der wichtigsten Aspekte der Stadt Berlin ist, dass sie ein Symbol des Kalten Krieges ist. Also schuf ich den Astronauten im Gedenken an das Weltraumwettrennen zwischen Amerika und der UdSSR, an die Idee, für etwas zu kämpfen, das ohne Soldaten auskommt, das nicht auf der Erde stattfindet – es ist in einer anderen Dimension. Das ist die Art Gedanken, die mich inspiriert: umfassender, menschlicher.“

## Umsetzung
Die Malerei umfasst eine Fläche von 22 m × 14 m. Sie ist ausschließlich mit schwarzer Farbe und im typischen Erscheinungsbild eines Stencils gemalt, wobei die Farbe teilweise an der Wand herunterlief. Tatsächlich wurde es jedoch ohne Schablone hergestellt. Auf der gegenüberliegenden Straßenseite befindet sich ein Autohaus mit aufgestellten Fahnenmasten, die bei Dunkelheit von einem Scheinwerfer angestrahlt werden. Dies projiziert den Schatten einer bei Wind wehenden Fahne neben das Graffito auf die Hausfassade. Der Schatten wird dadurch zum Bestandteil des Kunstwerks und zeigt den Astronauten beim Einstecken der Fahne in den Boden.
Das Wandbild wurde 2007 anlässlich des dritten „Backjumps“-Festivals erstellt. Die Wand wurde von der GSW Immobilien zur Verfügung gestellt, die das Kunstprojekt zudem finanziell unterstützte.

## Sonstiges
Die Wandmalerei inspirierte den Sänger Mark Owen zu seinem Video des Songs Stars, in dem Owen als Astronaut durch Berlin läuft.